# Акимовка (Калужская область)
Акимовка — деревня в Жиздринском районе Калужской области. Административный центр сельского поселения «Деревня Акимовка».

## География
Расположена на водоразделе рек Скрошенка и Чашенка, приблизительно в 4,5 км (по прямой) к северо-северо-западу от района центра города Жиздра. Является конечным пунктом региональной дороги 29Н147 «Жиздра — Нижняя Акимовка» и начальным пунктом дороги 29Н155 «Нижняя Акимовка — Ослинка».

## История
Образована в 2011 году путем объединения, фактически слившихся между собой, деревень Верхняя Акимовка и Нижняя Акимовка.

## Население
| 2002 | 2010 |
| ---- | ---- |
| 366  | ↘317 |

Согласно результатам переписи 2002 г. в деревне Нижняя Акимовка проживало 70 человек (из которых русские составляли 93 % населения); в Верхней Акимовке — 296 человек (русские — 93 %).
В переписи 2010 года население обеих деревень учтено как проживающее в едином населённом пункте деревне Акимовка.